# Vol Santa Bárbara Airlines 518
Le 21 février 2008, le vol Santa Bárbara Airlines 518, un vol intérieur régulier assuré par un ATR 42 de la compagnie vénézuélienne Santa Bárbara Airlines et reliant Mérida à Caracas, au Venezuela, s'est écrasé contre le flanc d'une montagne, dans la cordillère de Mérida, tuant l'ensemble de ses 46 occupants.
Il s'agit, à l'époque, de l'accident aérien le plus meurtrier impliquant un ATR 42, jusqu'au crash du vol Trigana Air Service 267, survenue sept ans plus tard et qui a fait 54 victimes.

## Historique du vol
Le vol 518 devait relier l'aéroport Alberto-Carnevalli de Mérida à celui de Maiquetía ~ Simón Bolívar desservant la capitale, Caracas. Assuré par un bi-turbopropulseur de type ATR 42-300, immatriculé YV-1449, le vol quitte l'aéroport de Mérida à 17h00, mais ne donne pas de signalement au premier point de contrôle à l'aéroport national Antonio Nicolás Briceño de Valera.
Une déclaration officielle annonce d'abord la disparition de l'avion bien que des témoins aient rapporté avoir entendu une explosion. L'Institut national de l'aviation civile du Venezuela indique ensuite avoir repéré les débris de l'avion dans le Páramo de los Conejos, un site localisé à une dizaine de kilomètres de son point de départ dans la cordillère de Mérida.

## Passagers et personnel navigant
Le crash a tué l'ensemble des occupants du vol, soit 43 passagers, 2 pilotes et un membre du personnel navigant commercial. La plupart des victimes étaient vénézuéliennes, mais cinq Colombiens et un Américain sont également morts dans l'accident.

### Nombre de victimes par nationalité
| Nationalité            | Nombre de passagers | Membres d'équipage | Total |
| ---------------------- | ------------------- | ------------------ | ----- |
| Venezuela              | 37                  | 3                  | 40    |
| Colombie               | 5                   | 0                  | 5     |
| États-Unis             | 1                   | 0                  | 1     |
| Total (3 nationalités) | 43                  | 3                  | 46    |

### Personnalités à bord
À bord de l'avion, se trouvaient notamment :
- Alexander Quintero, maire chaviste de Mucuchíes[1] et candidat aux élections du gouverneur de l'État de Mérida, qui se rendait dans la ville de Barcelona pour assister à un congrès du PSUV[2]. Il était accompagné de son fils Eisberth, âgé de 11 ans.
- Italo Luongo, analyste politique et géopoliticien anti-chaviste[1], qui enseignait à l'Université des Andes.
- Vivian Guarch, cadre aux opérations vénézuéliennes du Stanford Financial Group[3].
- Deux proches du vice-ministre de la Prévention et de la Sécurité citoyennes, Tareck El Aissami[2].

## L'accident
Le vol 518 décolle de l'aéroport Alberto-Carnevalli de Mérida à vers 17h00, heure locale. Dans le poste de pilotage se trouvaient le commandant de bord Aldino Garanito Gomez (36 ans), pilote expérimenté de la compagnie aérienne et également instructeur de vol, avec plus de 5 000 heures de vol à son actif, et le copilote Denis Ferreira Quintal (29 ans), qui totalise plus de 2 000 heures de vol. 
Peu après son décollage, l'avion tourne vers l'Est, en direction de Caracas. Mais, pour une raison indéterminée, les pilotes mènent l'avion dans la mauvaise direction, vers le Nord, et droit en direction des montagnes entourant l'aéroport. 
Quelques secondes plus tard, le GPWS se déclenche dans le cockpit, mais les pilotes sont alors totalement confus concernant le cap de l'avion. Il s'écrase quelques secondes plus tard contre une paroi rocheuse de 4 000 mètres. Aucun appel de détresse n'a été reçu de l'avion avant l'impact.

## Enquête et causes de l'accident
La Junta Investigadora de Accidentes de Aviación Civil (JIAAC) a menée l'enquête sur les causes de l'accident du vol 518.
L'analyse des conversations dans l'enregistreur phonique indique que la cause principale de l'accident est le fait que l'équipage n'a pas attendu le temps nécessaire (3 minutes) pour l'initialisation de l'AHRS, permettant la synchronisation des gyroscopes de l'avion, en décollant seulement 2 min 40 s après le démarrage des moteurs ; en conséquence le début du vol a dû se faire uniquement à vue, de plus en suivant une route non standard. Le commandant de bord espérait pouvoir réinitialiser le système de navigation une fois en vol, une fois l'altitude de croisière atteinte. 
En volant sans l'AHRS, les pilotes ne pouvaient pas maintenir correctement le cap de l'avion, alors que la visibilité était limitée en raison de la présence d'épais nuages lors de leur ascension, ce qui à conduit à une désorientation spatiale de l'équipage et à la déviation de l'avion par rapport à son cap initial, le menant à s'écraser dans les montagnes aux abords de l'aéroport.
Il s'avère que les pilotes ont voulu respecter l'horaire après avoir connu quelques retards, notamment en perdant la notion du temps en prenant un café dans le terminal de l'aéroport, puis en constatant que les passagers étaient déjà à bord de l'avion au moment où ils sont arrivés à bord. La pression du temps a été un facteur important, qui a amené les pilotes à omettre l'utilisation des listes de vérification et à effectuer la procédure de décollage si rapidement qu'il était impossible d'effectuer les procédures de vérification nécessaires pour assurer la sécurité du vol.

## Médias
L'accident a fait l'objet d'un épisode dans la série télé Air Crash nommé « 28 secondes pour survivre » (saison 12 - épisode 12).